# ریتسینگ
ریتسینگ (به آلمانی: Ritzing) یک منطقهٔ مسکونی در اتریش است که در ناحیه اوبرپولندورف واقع شده‌است. ریتسینگ ۸۷۳ نفر جمعیت دارد.